# Film in 2010
Dit artikel gaat over de film in het jaar 2010.

## Succesvolste films
De tien films uit 2010 die het meest opbrachten.
| Rang | Titel                                          | Distributeur         | Opbrengst wereldwijd |
| ---- | ---------------------------------------------- | -------------------- | -------------------- |
| 1    | Toy Story 3                                    | Walt Disney Pictures | $ 1.066.969.703      |
| 2    | Alice in Wonderland                            | Walt Disney Pictures | $ 1.025.467.110      |
| 3    | Harry Potter en de Relieken van de Dood deel 1 | Warner Bros.         | $ 960.283.305        |
| 4    | Inception                                      | Warner Bros.         | $ 836.836.967        |
| 5    | Shrek Forever After                            | Paramount Pictures   | $ 752.600.867        |
| 6    | The Twilight Saga: Eclipse                     | Summit Entertainment | $ 698.491.347        |
| 7    | Iron Man 2                                     | Paramount Pictures   | $ 623.933.331        |
| 8    | Rapunzel                                       | Walt Disney Pictures | $ 591.794.936        |
| 9    | Despicable Me                                  | Universal Pictures   | $ 543.113.985        |
| 10   | How to Train Your Dragon                       | Paramount Pictures   | $ 494.878.759        |

## Overzicht
| Titel                                                    | Première     | Studio                                              | Acteurs |
| -------------------------------------------------------- | ------------ | --------------------------------------------------- | --- |
| A Nightmare on Elm Street                                | 16 april     | New Line Cinema                                     | Jackie Earle Haley, Kyle Gallner, Rooney Mara, Katie Cassidy, Thomas Dekker, Kellan Lutz |
| The A-Team                                               | 11 juni      | 20th Century Fox                                    | Liam Neeson, Bradley Cooper, Quinton Jackson, Sharlto Copley, Jessica Biel, Patrick Wilson |
| Alice in Wonderland                                      | 10 maart     | Walt Disney Pictures                                | Mia Wasikowska, Johnny Depp, Helena Bonham Carter, Anne Hathaway, Crispin Glover, Michael Sheen, Stephen Fry |
| Alpha and Omega                                          | 1 oktober    | Crest Animation Productions                         | Hayden Panettiere, Justin Long, Christina Ricci, Dennis Hopper |
| L'Arnacœur                                               | 17 maart     |                                                     | Vanessa Paradis, Romain Duris |
| Avatar: The Last Airbender                               | 2 juli       | Paramount Pictures                                  | Noah Ringer, Nicola Peltz, Jackson Rathbone, Dev Patel, Shaun Toub, Aasif Mandvi, Cliff Curtis |
| Bear                                                     | 4 juni       | A-Film Distribution                                 | Katie Lowes, Mary Alexandra Stiefvater, Patrick Scott Lewis, Brendan Michael Coughlin |
| Beastly                                                  | 30 juli      | Storefront Pictures                                 | Vanessa Hudgens, Alex Pettyfer, Mary-Kate Olsen, Neil Patrick Harris, Lisa Gay Hamilton |
| The Book of Eli                                          | 4 maart      | Warner Bros.                                        | Denzel Washington, Gary Oldman |
| Burlesque                                                | 14 november  | Screen Gems                                         | Christina Aguilera, Cher, Stanley Tucci, Eric Dane, Kristen Bell, Cam Gigandet, Alan Cumming, Julianne Hough |
| Cats & Dogs: The Revenge of Kitty Galore                 | 30 juli      | Village Roadshow Pictures                           | Chris O'Donnell, Jack McBrayer, Paul Rodriguez, Roger Moore |
| Clash of the Titans                                      | 26 maart     | Legendary Pictures                                  | Sam Worthington, Alexa Davalos, Danny Huston, Gemma Arterton, Pete Postlethwaite, Ralph Fiennes, Liam Neeson |
| Cop Out                                                  | 26 februari  | –                                                   | Bruce Willis, Tracy Morgan, Adam Brody, Kevin Pollak, Guillermo Diaz, Seann William Scott |
| The Crazies                                              | 26 februari  | Participant Media                                   | Timothy Olyphant, Radha Mitchell, Joe Anderson, Danielle Panabaker |
| Crazy on the Outside                                     | 8 januari    | Boxing Cat Films                                    | Tim Allen, Sigourney Weaver, Ray Liotta, Kelsey Grammer, Karle Warren, Julie Bowen |
| The Chronicles of Narnia: the Voyage of the Dawn Treader | 10 december  | Walden Media                                        | Ben Barnes, Skandar Keynes, Georgie Henley, Will Poulter, Liam Neeson, Bill Nighy |
| Date Night                                               | 9 april      | 20th Century Fox                                    | Steve Carell, Tina Fey, Mark Wahlberg, James Franco, Mark Ruffalo, Mila Kunis, Kristen Wiig, Ray Liotta, Taraji P. Henson                                                                                          |
| Daybreakers                                              | 8 januari    | Lionsgate                                           | Ethan Hawke, Willem Dafoe, Claudia Karvan, Sam Neill, Michael Dorman, Isabel Lucas |
| De Leugen                                                | 25 september |                                                     | Documentairefilm met Ayaan Hirsi Ali, Rita Verdonk, Hilbrand Nawijn, Femke Halsema, Britta Böhler, Frans Weisglas e.a.                                                                                             |
| Dear John                                                | 5 februari   | Relativity Media                                    | Channing Tatum, Amanda Seyfried, Henry Thomas, Scott Porter, Richard Jenkins |
| Death at a Funeral                                       | 16 april     | Screen Gems                                         | Loretta Devine, Peter Dinklage, Danny Glover, Regina Hall, Martin Lawrence, James Marsden, Tracy Morgan, Chris Rock, Zoë Saldana, Columbus Short, Luke Wilson, Keith David, Ron Glass, Kevin Hart                  |
| Despicable Me                                            | 9 juli       | Universal Pictures                                  | Steve Carell, Miranda Cosgrove, Kristen Wiig, Russell Brand, Jason Segel, Julie Andrews, Will Arnett, Dana Gaier, Elsie Fisher, Ken Jeong, Danny McBride, Dave Foley, Jack McBrayer, Mindy Kaling, Jemaine Clement |
| Diary of a Wimpy Kid                                     | 2 april      | 20th Century Fox                                    | Zachary Gordon, Robert Capron, Rachael Harris, Steve Zahn, Devon Bostick, Connor en Owen Fielding, Chloë Grace Moretz, Grayson Russell, Laine MacNeil, Karan Brar                                                  |
| Dinner for Schmucks                                      | 23 juli      | Spyglass Entertainment                              | Zach Galifianakis, Paul Rudd, Steve Carell, Bruce Greenwood, Ron Livingston |
| Due Date                                                 | 5 november   | Green Hat Films                                     | Robert Downey jr., Michelle Monaghan, Zach Galifianakis, Alan Arkin, Jamie Foxx, Juliette Lewis, Emily Wagner |
| Edge of Darkness                                         | 29 januari   | Warner Bros.                                        | Mel Gibson, Ray Winstone, Danny Huston, Bojana Novakovic, Jay O. Sanders |
| Essential Killing                                        | 6 september  |                                                     | Vincent Gallo, Emmanuelle Seigner |
| The Expendables                                          | 20 augustus  | Lionsgate                                           | Sylvester Stallone, Jason Statham, Jet Li, Dolph Lundgren, Randy Couture, Terry Crews, Eric Roberts, Steve Austin, Mickey Rourke, Bruce Willis, Arnold Schwarzenegger                                              |
| Faster                                                   | 15 oktober   | Castle Rock Entertainment                           | Dwayne Johnson, Billy Bob Thornton, Carla Gugino, Moon Bloodgood, Oliver Jackson-Cohen, Maggie Grace |
| Flipped                                                  | 17 september | Castle Rock Entertainment                           | Rebecca De Mornay, Aidan Quinn, Penelope Ann Miller, Morgan Lily, Anthony Edwards, John Mahoney, Madeline Carroll, Stefanie Scott, Kevin Weisman                                                                   |
| From Paris with Love                                     | 5 februari   | EuropaCorp                                          | John Travolta, Jonathan Rhys Meyers, Melissa Mars |
| Furry Vengeance                                          | 2 april      | Participant Media                                   | Brendan Fraser, Brooke Shields |
| Get Him to the Greek                                     | 11 juni      | Relativity Media                                    | Jonah Hill, Russell Brand, Elisabeth Moss, Rose Byrne, Colm Meaney, Sean Combs |
| Going the Distance                                       | 8 oktober    | Offspring Entertainment                             | Drew Barrymore, Ron Livingston, Justin Long, Christina Applegate |
| The Green Hornet                                         | 22 december  | Sony Pictures                                       | Seth Rogen, Jay Chou, Christoph Waltz, Cameron Diaz, Edward James Olmos, David Harbour, Analeigh Tipton, Edward Furlong, Tom Wilkinson                                                                             |
| Green Zone                                               | 12 maart     | Universal Studios                                   | Matt Damon, Greg Kinnear, Brendan Gleeson, Amy Ryan, Khalid Abdalla, Jason Isaacs, Yigal Naor |
| Grown Ups                                                | 25 juni      | Relativity Media                                    | Adam Sandler, Kevin James, Chris Rock, David Spade, Rob Schneider, Salma Hayek, Maria Bello, Maya Rudolph |
| Gulliver's Travels                                       | 22 december  | 20th Century Fox                                    | Jack Black, Emily Blunt, Jason Segel, Billy Connolly, Catherine Tate |
| Harry Potter en de Relieken van de Dood deel 1           | 19 november  | Warner Bros.                                        | Daniel Radcliffe, Rupert Grint, Emma Watson |
| Hot Tub Time Machine                                     | 19 maart     | United Artists                                      | John Cusack, Rob Corddry, Craig Robinson, Clark Duke, Chevy Chase, Crispin Glover |
| How Do You Know                                          | 17 december  | Columbia Pictures                                   | Jack Nicholson, Reese Witherspoon, Paul Rudd, Owen Wilson |
| How to Train Your Dragon                                 | 26 maart     | DreamWorks                                          | Jay Baruchel, Gerard Butler, Christopher Mintz-Plasse, Jonah Hill, America Ferrera, Craig Ferguson |
| I Love You Phillip Morris                                | 5 februari   | Consolidated Pictures Group                         | Jim Carrey, Ewan McGregor, Leslie Mann, Rodrigo Santoro |
| Inhale                                                   | 12 september | IFC Films                                           | Dermot Mulroney, Diane Kruger, Sam Shepard, Jordi Mollà |
| El infierno                                              | 3 september  |                                                     | |
| Inception                                                | 16 juli      | Legendary Pictures                                  | Leonardo DiCaprio, Ellen Page, Joseph Gordon-Levitt, Ken Watanabe, Marion Cotillard, Cillian Murphy, Tom Hardy, Tom Berenger, Lukas Haas, Talulah Riley, Michael Caine                                             |
| Iron Man 2                                               | 7 mei        | Marvel Studios                                      | Robert Downey jr., Don Cheadle, Gwyneth Paltrow, Scarlett Johansson, Mickey Rourke |
| Jackass 3D                                               | 15 oktober   | Dickhouse Productions                               | Johnny Knoxville, Bam Margera, Chris Pontius, Steve-O, Ryan Dunn, Dave England, Jason "Wee Man" Acuña, Preston Lacy, Ehren McGhehey                                                                                |
| Jonah Hex                                                | 18 juni      | Warner Bros.                                        | Josh Brolin, John Malkovich, Megan Fox |
| The Karate Kid                                           | 11 juni      | Columbia Pictures                                   | Jaden Smith, Jackie Chan |
| Kick-Ass                                                 | 16 april     | Lionsgate                                           | Aaron Johnson, Christopher Mintz-Plasse, Chloë Grace Moretz, Mark Strong, Nicolas Cage |
| Killers                                                  | 4 juni       | Lionsgate                                           | Katherine Heigl, Ashton Kutcher |
| Knight and Day                                           | 2 juli       | 20th Century Fox                                    | Tom Cruise, Cameron Diaz, Maggie Grace, Paul Dano, Marc Blucas, Viola Davis, Olivier Martinez |
| Last Night                                               | 19 maart     | Dutch FilmWorks                                     | Keira Knightley, Eva Mendes, Sam Worthington, Guillaume Canet, Stephanie Romanov |
| The Last Song                                            | 2 april      | Touchstone Pictures                                 | Miley Cyrus, Greg Kinnear, Kelly Preston, Liam Hemsworth |
| Legend of the Guardians: The Owls of Ga'Hoole            | 24 september | Village Roadshow Pictures                           | Emilie de Ravin, Hugo Weaving, Geoffrey Rush, Helen Mirren, David Wenham, Abbie Cornish, Ryan Kwanten, Jim Sturgess                                                                                                |
| Legion                                                   | 22 januari   | Screen Gems (Columbia TriStar Motion Picture Group) | Paul Bettany, Lucas Black, Tyrese Gibson, Adrianne Palicki, Charles S. Dutton, Jon Tenney, Kevin Durand, Willa Holland, Kate Walsh, Dennis Quaid                                                                   |
| Les Petits Mouchoirs                                     | 11 september | Les Productions du Trésor                           | François Cluzet, Marion Cotillard |
| Letters to Juliet                                        | 14 mei       | Summit Entertainment                                | Amanda Seyfried, Chris Egan, Vanessa Redgrave, Gael García Bernal, Franco Nero |
| Life As We Know It                                       | 17 december  | Josephson Entertainment                             | Katherine Heigl, Christina Hendricks, Josh Duhamel, Josh Lucas, Jessica St. Clair, Faizon Love, Jean Smart |
| Locked In                                                | 17 september | Underhill Films                                     | Ben Barnes, Sarah Roemer, Eliza Dushku, Brenda Fricker, Johnny Whitworth |
| Little Fockers                                           | 30 juli      | TriBeCa Productions                                 | Ben Stiller, Robert De Niro, Barbra Streisand, Blythe Danner, Raven-Symoné, Owen Wilson, Teri Polo, Jessica Alba, Laura Dern                                                                                       |
| The Losers                                               | 9 april      | Dark Castle Entertainment                           | Jeffrey Dean Morgan, Zoë Saldana, Chris Evans, Idris Elba, Columbus Short, Óscar Jaenada, Jason Patric |
| The Lovely Bones                                         | 15 januari   | DreamWorks                                          | Saoirse Ronan, Mark Wahlberg, Rachel Weisz, Susan Sarandon, Amanda Michalka, Stanley Tucci, Michael Imperioli, Rose McIver                                                                                         |
| Morning Glory                                            | 30 juli      | Bad Robot Productions                               | Harrison Ford, Rachel McAdams, Jeff Goldblum, Diane Keaton, Patrick Wilson |
| Nanny McPhee and the Big Bang                            | 25 maart     | Relativity Media                                    | Emma Thompson, Maggie Gyllenhaal, Ralph Fiennes, Rhys Ifans, Maggie Smith |
| Neds                                                     | 9 oktober    |                                                     | |
| New Kids Turbo                                           | 9 december   | Eyeworks                                            | Tim Haars, Flip van der Kuil, Steffen Haars, Wesley van Gaalen, Huub Smit, Nicole van Nierop |
| Nowhere Boy                                              | 1 april      | Ecosse Films                                        | Aaron Johnson, Thomas Sangster, Anne-Marie Duff, Kristin Scott Thomas |
| Océans                                                   | 22 april     | Disneynature                                        | – |
| Once Upon a Time in Tibet                                | 12 november  | Dai Wei                                             | Joshua Hannum, Peter Ho, Jia Song |
| Oobermind                                                | 5 november   | DreamWorks                                          | Will Ferrell, Brad Pitt, Jonah Hill, Tina Fey |
| The Other Guys                                           | 6 augustus   | Columbia Pictures                                   | Mark Wahlberg, Will Ferrell, Dwayne Johnson, Samuel L. Jackson, Eva Mendes, Michael Keaton, Steve Coogan |
| Our Family Wedding                                       | 12 maart     | Fox Searchlight                                     | Forest Whitaker, America Ferrera, Carlos Mencia, Regina King, Lance Gross |
| Percy Jackson & the Olympians: The Lightning Thief       | 12 februari  | 20th Century Fox                                    | Logan Lerman, Brandon T. Jackson, Alexandra Daddario, Jake Abel, Sean Bean, Pierce Brosnan, Steve Coogan, Rosario Dawson, Catherine Keener, Kevin McKidd, Joe Pantoliano, Uma Thurman, Ray Winstone                |
| Piranha 3-D                                              | 16 april     | Dimension Films                                     | Elisabeth Shue, Steven R. McQueen, Adam Scott, Ving Rhames, Richard Dreyfuss, Christopher Lloyd, Jerry O'Connell, Dina Meyer, Jessica Szohr, Riley Steele                                                          |
| Predators                                                | 9 juli       | 20th Century Fox                                    | Adrien Brody, Topher Grace, Alice Braga, Laurence Fishburne, Danny Trejo, Walton Goggins, Oleg Taktarov, Mahershalalhashbaz Ali, Louis Ozawa Changchien                                                            |
| Priest                                                   | 1 oktober    | Buckaroo Entertainment                              | Paul Bettany, Karl Urban, Cam Gigandet, Maggie Q |
| Prince of Persia: the Sands of Time                      | 28 mei       | Walt Disney                                         | Jake Gyllenhaal, Gemma Arterton, Gísli Örn Gardarsson, Ben Kingsley, Alfred Molina |
| Ramona and Beezus                                        | 13 augustus  | Walden Media/Fox 2000 Pictures                      | Joey King, Selena Gomez, Ginnifer Goodwin, John Corbett, Bridget Moynahan, Josh Duhamel, Sandra Oh |
| Red Dawn                                                 | 24 september | Metro-Goldwyn-Mayer                                 | Chris Hemsworth, Josh Peck, Adrianne Palicki, Josh Hutcherson, Isabel Lucas, Jeffrey Dean Morgan |
| My Reincarnation                                         | ?            | Boeddhistische Omroep Stichting e.a                 | Namkhai Norbu en Yeshi Namkhai |
| Remember Me                                              | 12 februari  | Summit Entertainment                                | Robert Pattinson, Emilie de Ravin, Chris Cooper, Lena Olin, Pierce Brosnan, Tate Ellington |
| Repo Men                                                 | 2 april      | Relativity Media                                    | Jude Law, Forest Whitaker, Liev Schreiber, Alice Braga, Carice van Houten, Chandler Canterbury |
| Resident Evil 4: Afterlife                               | 27 augustus  | Constantin Films                                    | Milla Jovovich, Ali Larter, Wentworth Miller, Shawn Roberts |
| Robin Hood                                               | 14 mei       | Relativity Media                                    | Russell Crowe, Cate Blanchett, Matthew Macfadyen, Mark Strong, Oscar Isaac, Kevin Durand, Mark Addy, William Hurt, Max von Sydow                                                                                   |
| The Roommate                                             | 17 september | Screen Gems                                         | Minka Kelly, Leighton Meester, Danneel Harris, Alyson Michalka, Cam Gigandet, Matt Lanter, Katerina Graham |
| Salt                                                     | 23 juli      | Relativity Media                                    | Angelina Jolie, Liev Schreiber, Chiwetel Ejiofor |
| Scott Pilgrim vs. the World                              | 13 augustus  |                                                     | |
| Season of the Witch                                      | 19 maart     | Relativity Media                                    | Nicolas Cage, Ron Perlman, Stephen Campbell Moore, Robert Sheehan, Claire Foy, Ulrich Thomsen, Stephen Graham, Christopher Lee                                                                                     |
| Secretariat                                              | 8 oktober    | Walt Disney Pictures                                | Diane Lane, John Malkovich |
| Sex and the City 2                                       | 28 mei       | Warner Bros.                                        | Sarah Jessica Parker, Kim Cattrall, Kristin Davis, Cynthia Nixon, Chris Noth, David Eigenberg, Penélope Cruz |
| Shanghai                                                 | 10 juni      | The Weinstein Company                               | John Cusack, Gong Li, Chow Yun-fat, Jeffrey Dean Morgan, Ken Watanabe, Rinko Kikuchi, David Morse, Franka Potente, Hugh Bonneville                                                                                 |
| She's Out of My League                                   | 12 maart     | DreamWorks                                          | Jay Baruchel, Alice Eve |
| Shrek Forever After                                      | 21 mei       | DreamWorks                                          | Mike Myers, Eddie Murphy, Cameron Diaz, Antonio Banderas, Walt Dohrn, Julie Andrews, Justin Timberlake |
| Shutter Island                                           | 19 februari  | Phoenix Pictures                                    | Leonardo DiCaprio, Ben Kingsley, Mark Ruffalo, Michelle Williams |
| Solomon Kane                                             | 25 maart     | –                                                   | Max von Sydow, James Purefoy, Rachel Hurd-Wood, Pete Postlethwaite |
| The Sorcerer's Apprentice                                | 16 juli      | Walt Disney Pictures                                | Nicolas Cage, Jay Baruchel, Alfred Molina, Teresa Palmer, Toby Kebbell, Monica Bellucci |
| The Spy Next Door                                        | 15 januari   | Lionsgate                                           | Jackie Chan, Amber Valletta, Billy Ray Cyrus |
| Step Up 3D                                               | 6 augustus   | Summit Entertainment                                | Rick Malambri, Adam Sevani, Sharni Vinson, Alyson Stoner |
| Super Hybrid                                             | 22 augustus  | Anchor Bay Entertainment                            | Shannon Beckner, Oded Fehr |
| Takers                                                   | 26 februari  | Grand Hustle Films                                  | Matt Dillon, Paul Walker, Idris Elba, Jay Hernandez, Michael Ealy |
| Tooth Fairy                                              | 22 januari   | Walden Media                                        | Dwayne Johnson, Ashley Judd, Julie Andrews, Billy Crystal, Brandon T. Jackson, Ryan Sheckler, Stephen Merchant |
| The Town                                                 | 10 september | Warner Bros.                                        | Ben Affleck, Blake Lively, Jon Hamm, Jeremy Renner, Rebecca Hall, Chris Cooper, Slaine |
| Toy Story 3                                              | 18 juni      | Pixar Animation Studios                             | Tom Hanks, Tim Allen |
| Tron: Legacy                                             | 17 december  | LivePlanet                                          | Jeff Bridges, Garrett Hedlund, Bruce Boxleitner, Michael Sheen, Olivia Wilde, Beau Garrett, John Hurt |
| Tucker & Dale vs Evil                                    | 22 januari   | Eden Rock Media                                     | Alan Tudyk, Tyler Labine, Katrina Bowden, Jesse Moss |
| The Twilight Saga: Eclipse                               | 30 juni      | Summit Entertainment                                | Kristen Stewart, Robert Pattinson, Taylor Lautner, Bryce Dallas Howard, Billy Burke, Dakota Fanning, Ashley Greene                                                                                                 |
| Unstoppable                                              | 12 november  | 20th Century Fox                                    | Denzel Washington, Chris Pine, Rosario Dawson, Kevin Dunn, Jessy Schram, Michael Shatzer, Gary Kosky |
| Valentine's Day                                          | 12 februari  | Warner Bros.                                        | Jessica Alba, Jessica Biel, Bradley Cooper, Ashton Kutcher, Alex Williams, Julia Roberts, Emma Roberts, Patrick Dempsey, Jamie Foxx, Jennifer Garner, Anne Hathaway                                                |
| Wall Street: Money Never Sleeps                          | 23 april     | 20th Century Fox                                    | Michael Douglas, Shia LaBeouf, Josh Brolin, Carey Mulligan |
| When in Rome                                             | 29 januari   | Touchstone                                          | Kristen Bell, Josh Duhamel, Will Arnett, Jon Heder, Dax Shepard, Danny DeVito, Anjelica Huston |
| The Wolfman                                              | 12 februari  | Relativity Media                                    | Benicio del Toro, Anthony Hopkins, Emily Blunt, Hugo Weaving, Geraldine Chaplin |
| Wszystko, co kocham                                      | 15 januari   | Canal+ Polska                                       | Olga Frycz, Mateusz Kościukiewicz, Anna Radwan, Jakub Gierszał |
| Yogi Bear                                                | 17 december  | De Line Pictures                                    | Dan Aykroyd, Justin Timberlake, Christine Taylor, Tom Cavanagh, Anna Faris |
| You Again                                                | 24 september | Walt Disney Pictures                                | Kristen Bell, Odette Yustman, Kyle Bornheimer, Sigourney Weaver, Jamie Lee Curtis, Betty White, Kristin Chenoweth                                                                                                  |
| Your Highness                                            | 1 oktober    | Universal Pictures                                  | Zooey Deschanel, Natalie Portman, James Franco, Damian Lewis, Danny McBride, Justin Theroux |
| Youth in Revolt                                          | 8 januari    | Dimension Films                                     | Michael Cera, Portia Doubleday, Jean Smart, Mary Kay Place, Zach Galifianakis, Justin Long, Ray Liotta, Steve Buscemi                                                                                              |
| The Zookeeper                                            | 8 oktober    | Broken Road Pictures                                | Kevin James, Rosario Dawson, Adam Sandler, Sylvester Stallone, Judd Apatow, Jon Favreau, Cher |

1870-1879 · 1880-1889 · 1890 · 1891 · 1892 · 1893 · 1894 · 1895 · 1896 · 1897 · 1898 · 1899 · 1900 · 1901 · 1902 · 1903 · 1904 · 1905 · 1906 · 1907 · 1908 · 1909 · 1910 · 1911 · 1912 · 1913 · 1914 · 1915 · 1916 · 1917 · 1918 · 1919 · 1920 · 1921 · 1922 · 1923 · 1924 · 1925 · 1926 · 1927 · 1928 · 1929 · 1930 · 1931 · 1932 · 1933 · 1934 · 1935 · 1936 · 1937 · 1938 · 1939 · 1940 · 1941 · 1942 · 1943 · 1944 · 1945 · 1946 · 1947 · 1948 · 1949 · 1950 · 1951 · 1952 · 1953 · 1954 · 1955 · 1956 · 1957 · 1958 · 1959 · 1960 · 1961 · 1962 · 1963 · 1964 · 1965 · 1966 · 1967 · 1968 · 1969 · 1970 · 1971 · 1972 · 1973 · 1974 · 1975 · 1976 · 1977 · 1978 · 1979 · 1980 · 1981 · 1982 · 1983 · 1984 · 1985 · 1986 · 1987 · 1988 · 1989 · 1990 · 1991 · 1992 · 1993 · 1994 · 1995 · 1996 · 1997 · 1998 · 1999 · 2000 · 2001 · 2002 · 2003 · 2004 · 2005 · 2006 · 2007 · 2008 · 2009 · 2010 · 2011 · 2012 · 2013 · 2014 · 2015 · 2016 · 2017 · 2018 · 2019 · 2020 · 2021 · 2022 · 2023 · 2024 · 2025